# كينيث ر. بارتليت
كينيث ر. بارتليت هو مؤرخ كندي، ولد في 28 نوفمبر 1948.

## وصلات خارجية
- كينيث ر. بارتليت على موقع ميوزك برينز (الإنجليزية)